# Hop Around
Hop Around é um álbum lançado por Dee Dee Ramone.

## Faixas
1. I Don't Wanna Die In The Basement
2. Mental Patient
3. Now I Wanna Be Sedated
4. Rock & Roll Vacation In L.A.
5. Get Out Of This House
6. 38th & 8th
7. Nothin
8. Hop Around
9. What About Me
10. I Saw A Skull Instead Of My Face
11. I Wanna You
12. Master Plan
13. Born To Lose
14. Hurtin Kind
15. I'm Horrible

## Faixas do Vinil
1. I Don't Wanna Die In The Basement
2. Mental Patient
3. Now I Wanna Be Sedated
4. Rock & Roll Vacation In L.A. (Alternate Version)
5. Get Out Of This House
6. 38th & 8th
7. Nothin
8. Hop Around (Alternate Version)
9. What About Me
10. I Saw A Skull Instead Of My Face
11. I Wanna You
12. Master Plan
13. Chinese Rocks
14. Hurtin Kind
15. I'm Horrible
16. Be My Baby

## Músicos
- Dee Dee Ramone - vocal e guitarra
- Barbara Ramone - baixo e vocal
- Billy Rogers - bateria
- Chris Spedding - órgão e guitarra
- Jon Drew - bateria em "I'm Horrible"
- Gordie Lewis - guitarra em "Born To Lose"
- Roger Mayne - guitarra em "Nothin'"